# Prégilbert
Prégilbert är en kommun i departementet Yonne i regionen Bourgogne-Franche-Comté i norra Frankrike. Kommunen ligger i kantonen Vermenton som tillhör arrondissementet Auxerre. År 2022 hade Prégilbert 180 invånare.

## Befolkningsutveckling
Antalet invånare i kommunen Prégilbert
| Referens: INSEE |